# Basket Spezia Club 2007-2008
Questa voce raccoglie le informazioni riguardanti il Basket Spezia Club nelle competizioni ufficiali della stagione 2007-2008.

## Stagione
La stagione 2007-2008 del Basket Spezia Club, sponsorizzata Carispe è la decima che disputa in Serie A1.

## Verdetti stagionali
Competizioni nazionali
- Serie A1:

stagione regolare: 8º posto su 14 squadre (12-14);
play-off: eliminata ai quarti di finale da Taranto (0-2).

## Rosa
|    | Naz.                   | Ruolo | Sportivo            | Anno | Alt. |  |  |
| -- | ---------------------- | ----- | ------------------- | ---- | ---- |  |  |
| 4  | Italia (bandiera)      | C     | Martina Bestagno    | 1990 | 189  |  |  |
| 5  | Italia (bandiera)      | P     | Licia Corradini     | 1985 | 172  |  |  |
| 6  | Italia (bandiera)      | P     | Chiara Pastore      | 1986 | 172  |  |  |
| 7  | Belgio (bandiera)      | A     | Evelien Callens     | 1984 | 188  |  |  |
| 8  | Italia (bandiera)      | G     | Claudia Pellegrino  | 1989 | 183  |  |  |
| 9  | Italia (bandiera)      | G     | Beatrice Morselli   | 1990 | 179  |  |  |
| 10 | Italia (bandiera)      | G     | Elisa Templari      | 1989 | 173  |  |  |
| 11 | Italia (bandiera)      | AC    | Giulia Lupato       | 1989 | 186  |  |  |
| 12 | Stati Uniti (bandiera) | GA    | Chelsea Newton      | 1983 | 178  |  |  |
| 13 | Italia (bandiera)      | G     | Benedetta Bagnara   | 1987 | 178  |  |  |
| 14 | Serbia (bandiera)      | AC    | Violeta Vuković     | 1972 | 190  |  |  |
| 15 | Italia (bandiera)      | AC    | Roberta Sarti       | 1979 | 186  |  |  |
| 16 | Italia (bandiera)      | P     | Giulia Zampieri     | 1990 | 165  |  |  |
| 17 | Italia (bandiera)      | G     | Francesca Rosellini | 1990 | 175  |  |  |
| 20 | Stati Uniti (bandiera) | AC    | Courtney Willis     | 1982 | 188  |  |  |

## Statistiche

### Statistiche di squadra
| Competizione | Punti | In casa | In casa | In casa | In casa | In casa | In trasferta | In trasferta | In trasferta | In trasferta | In trasferta | Totale | Totale | Totale | Totale | Totale | Totale |
| Competizione | Punti | G       | V       | P       | Ptf     | Pts     | G            | V            | P            | Ptf          | Pts          | G      | V      | P      | Ptf    | Pts    | Diff.  |
| ------------ | ----- | ------- | ------- | ------- | ------- | ------- | ------------ | ------------ | ------------ | ------------ | ------------ | ------ | ------ | ------ | ------ | ------ | ------ |
| Serie A1     | 24    | 13      | 6       | 7       | 815     | 814     | 13           | 6            | 7            | 869          | 898          | 26     | 12     | 14     | 1684   | 1712   | -28    |
| Play-off     |       | 1       | 0       | 1       | 59      | 66      | 1            | 0            | 1            | 57           | 92           | 2      | 0      | 2      | 116    | 152    | -36    |
| Totale       | 24    | 14      | 6       | 8       | 874     | 880     | 14           | 6            | 8            | 926          | 990          | 28     | 12     | 16     | 1800   | 1864   | -64    |

### Statistiche delle giocatrici
Campionato (stagione regolare e play-off)
| Giocatrice          | Partite | Partite | Partite | Pun | Min. | Falli | Falli | Tiri da 2 | Tiri da 2 | Tiri da 2 | Tiri da 3 | Tiri da 3 | Tiri da 3 | Tiri Liberi | Tiri Liberi | Tiri Liberi | Rimbalzi | Rimbalzi | Rimbalzi | Stopp. | Stopp. | Palle | Palle | Ass | Val. | Val. | A+dP |
| Giocatrice          | Pr      | PG      | SF      | Pun | Min. | C     | S     | R         | T         | %         | R         | T         | %         | R           | T           | %           | O        | D        | T        | D      | S      | P     | R     | Ass | Lega | OER  | A+dP |
| ------------------- | ------- | ------- | ------- | --- | ---- | ----- | ----- | --------- | --------- | --------- | --------- | --------- | --------- | ----------- | ----------- | ----------- | -------- | -------- | -------- | ------ | ------ | ----- | ----- | --- | ---- | ---- | ---- |
| Chelsea Newton      | 28      | 28      | 26      | 438 | 960  | 88    | 141   | 116       | 261       | 44,4      | 30        | 98        | 30,6      | 116         | 152         | 76,3        | 30       | 108      | 138      | 17     | 13     | 81    | 82    | 42  | 427  | 0,83 | 43   |
| Courtney Willis     | 28      | 28      | 28      | 324 | 884  | 71    | 92    | 133       | 292       | 45,5      | 4         | 14        | 28,6      | 46          | 58          | 79,3        | 72       | 131      | 203      | 7      | 10     | 84    | 81    | 20  | 381  | 0,76 | 17   |
| Benedetta Bagnara   | 28      | 28      | 20      | 258 | 843  | 77    | 68    | 33        | 106       | 31,1      | 50        | 147       | 34,0      | 42          | 61          | 68,9        | 6        | 44       | 50       | 1      | 11     | 69    | 35    | 21  | 87   | 0,75 | -13  |
| Chiara Pastore      | 28      | 28      | 16      | 196 | 676  | 53    | 77    | 55        | 101       | 54,5      | 10        | 51        | 19,6      | 56          | 88          | 63,6        | 23       | 59       | 82       |        | 4      | 43    | 28    | 16  | 180  | 0,73 | 1    |
| Evelien Callens     | 28      | 28      | 12      | 162 | 610  | 76    | 33    | 41        | 104       | 39,4      | 18        | 64        | 28,1      | 26          | 30          | 86,7        | 15       | 57       | 72       | 6      | 5      | 47    | 27    | 10  | 69   | 0,65 | -10  |
| Violeta Vuković     | 27      | 27      | 17      | 161 | 561  | 74    | 58    | 59        | 113       | 52,2      |           |           |           | 43          | 52          | 82,7        | 39       | 91       | 130      | 2      | 3      | 47    | 16    | 5   | 185  | 0,84 | -26  |
| Roberta Sarti       | 27      | 26      | 9       | 142 | 539  | 57    | 30    | 53        | 116       | 45,7      | 6         | 14        | 42,9      | 18          | 30          | 60,0        | 27       | 44       | 71       | 2      | 2      | 38    | 18    | 8   | 91   | 0,74 | -12  |
| Licia Corradini     | 25      | 25      | 12      | 98  | 492  | 53    | 26    | 39        | 111       | 35,1      | 2         | 13        | 15,4      | 14          | 20          | 70,0        | 9        | 55       | 64       | 1      | 6      | 50    | 24    | 13  | 28   | 0,51 | -13  |
| Martina Bestagno    | 28      | 12      |         | 12  | 72   | 9     | 3     | 5         | 10        | 50,0      | 0         | 1         | 0,0       | 2           | 2           | 100,0       | 2        | 4        | 6        |        |        | 6     | 2     | 1   | 3    | 0,30 | -3   |
| Elisa Templari      | 28      | 11      |         | 9   | 38   | 1     | 1     | 4         | 6         | 66,7      | 0         | 2         | 0,0       | 1           | 2           | 50,0        | 2        | 2        | 4        |        |        | 5     | 1     | 1   | 5    | 0,17 | -3   |
| Francesca Rosellini | 3       |         |         |     |      |       |       |           |           |           |           |           |           |             |             |             |          |          |          |        |        |       |       |     |      | 0,00 |      |
| Beatrice Morselli   | 1       |         |         |     |      |       |       |           |           |           |           |           |           |             |             |             |          |          |          |        |        |       |       |     |      | 0,00 |      |
| Claudia Pellegrino  | 1       |         |         |     |      |       |       |           |           |           |           |           |           |             |             |             |          |          |          |        |        |       |       |     |      | 0,00 |      |